# Tityobuthus pallidus
Espèce
Tityobuthus pallidus est une espèce de scorpions de la famille des Ananteridae.

## Distribution
Cette espèce est endémique de la région Analanjirofo à Madagascar. Elle se rencontre sur l'île Sainte-Marie.

## Description
La femelle holotype mesure 31,1 mm.

## Systématique et taxinomie
Cette espèce a été décrite par Lourenço en 2004.

## Publication originale
- Lourenço, 2004 : « Further considerations regarding Tityobuthus baroni (Pocock, 1890) with the description of a new species from Ste Marie Island, Madagascar (Scorpiones, Buthidae). » Zoosystema, vol. 26, no 3, p. 385-392 (texte intégral).